# 마스다 유카
마스다 유카(일본어: 増田 有華, 1991년 8월 3일 ~ )는 일본의 아이돌이며, 여성 아이돌 그룹 AKB48 팀K의 전 멤버이다.

## 이력
오사카부 오사카시 요도가와구 출신이고, 플레이브 엔터테인먼트 소속이다.
2012년 11월 29일, 자신의 블로그에 DA PUMP의 멤버 ISSA의 불륜 스캔들이 공개되어, 논란이 되었다. 같은 날 12월 17일 AKB48를 사퇴하였다.

## 작품

### 싱글
| 발매일               | 타이틀               | 최고 주간 순위       | 비고                 | 레코드 No:           |
| 미디어 팩토리 레이블 | 미디어 팩토리 레이블 | 미디어 팩토리 레이블 | 미디어 팩토리 레이블 | 미디어 팩토리 레이블 |
| -------------------- | -------------------- | -------------------- | -------------------- | -------------------- |
| 2010년 4월 28일      | Stargazer            | 52위                 | 통상반               | ZMCZ-5537            |
| avex trax 레이블     |                      |                      |                      |                      |
| 2017년 4월 26일      | 愛してたの 사랑했어  |                      | 통상판               | AVCD-83832/B         |